# ألبرت جورج ويلسون
ألبرت جورج ويلسون (بالإنجليزية: Albert George Wilson)‏ هو عالم فلك أمريكي، ولد في 28 يوليو 1918 في هيوستن في الولايات المتحدة، وتوفي في 27 أغسطس 2012 في سيباستوبول في الولايات المتحدة.